# Brieva
Ne doit pas être confondu avec Brieva (Ávila).
Brieva est une commune de la province de Ségovie dans la communauté autonome de Castille-et-León en Espagne.